# Liste des cantons du Bas-Rhin

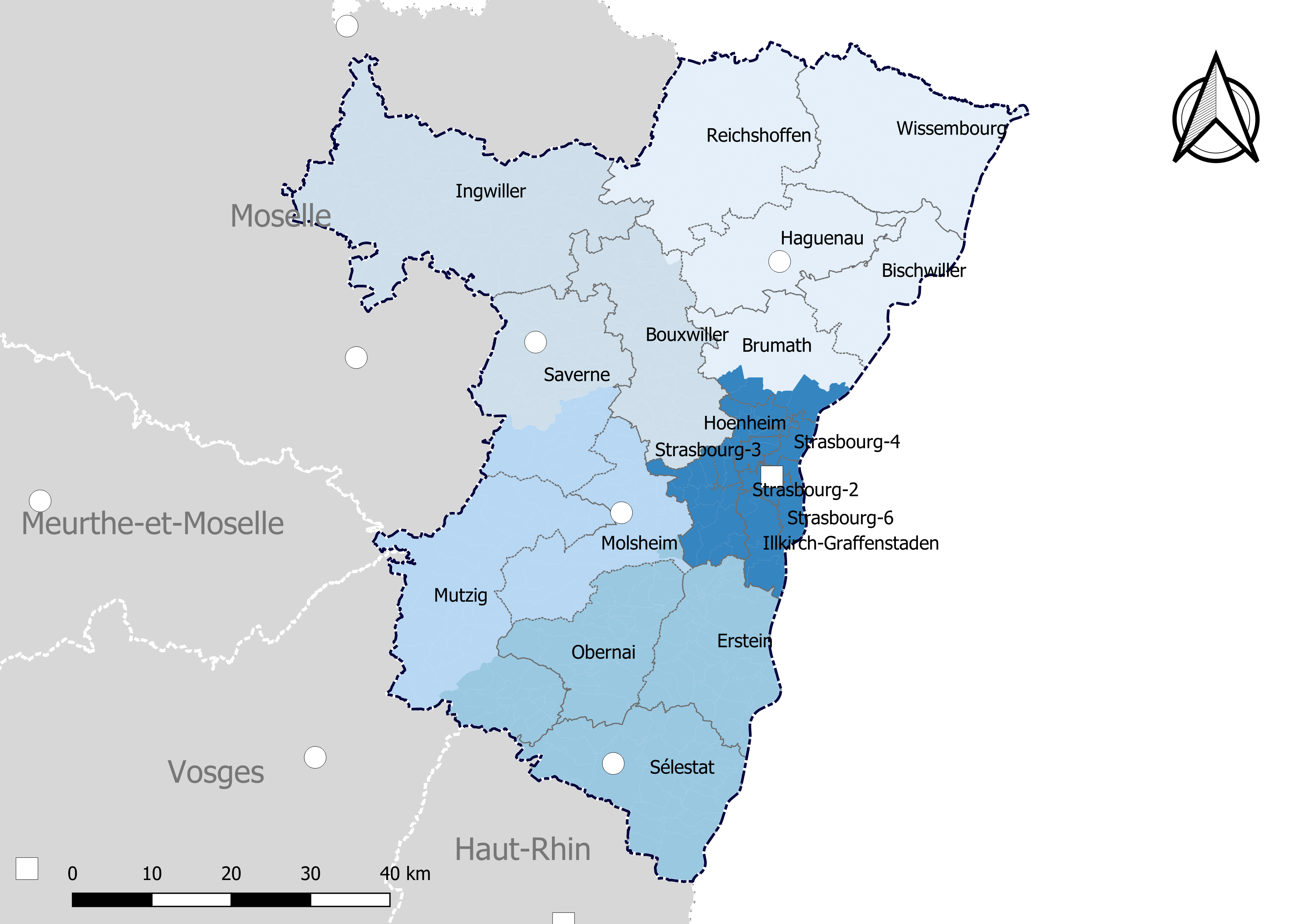
Découpage cantonal du Bas-Rhin, avec en surimpression les arrondissements (en nuances de bleu) - Carte arrêtée au 1er janvier 2019.

La circonscription administrative du Bas-Rhin compte 23 cantons depuis le redécoupage cantonal de 2014 (44 cantons auparavant).

## Histoire

### Découpage cantonal antérieur à 2015

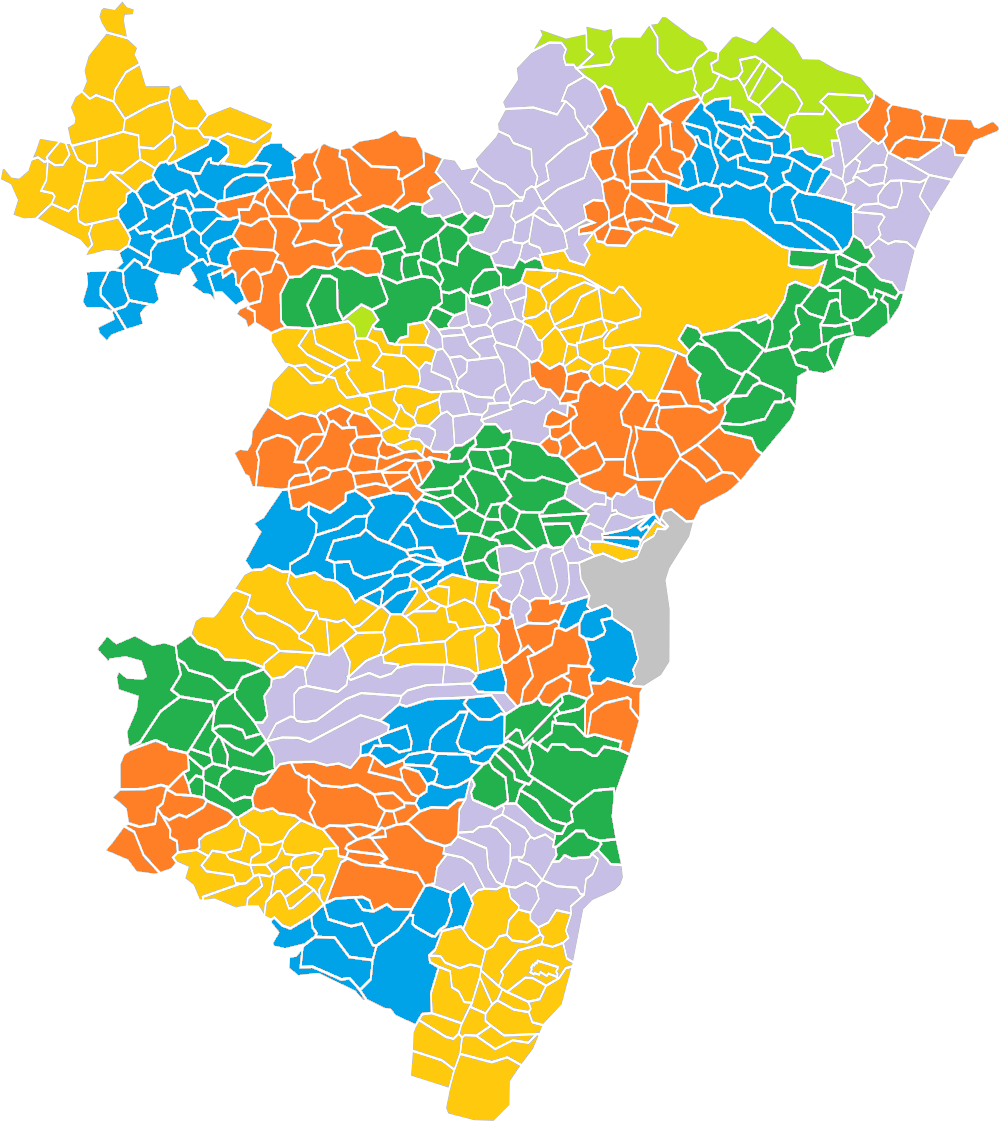
Carte des cantons avant 2015.

Liste des 44 cantons du département du Bas-Rhin, par arrondissement :
- arrondissement de Haguenau - 3 cantons, chef-lieu (sous-préfecture) : Haguenau :
canton de Bischwiller - canton de Haguenau - canton de Niederbronn-les-Bains
- arrondissement de Molsheim - 5 cantons, chef-lieu (sous-préfecture) : Molsheim :
canton de Molsheim - canton de Rosheim - canton de Saales - canton de Schirmeck - canton de Wasselonne
- arrondissement de Saverne - 6 cantons, chef-lieu (sous-préfecture) : Saverne :
canton de Bouxwiller - canton de Drulingen - canton de Marmoutier - canton de la Petite-Pierre - canton de Sarre-Union - canton de Saverne
- arrondissement de Sélestat-Erstein - 7 cantons, chef-lieu (sous-préfecture) : Sélestat :
canton de Barr - canton de Benfeld - canton d'Erstein - canton de Marckolsheim - canton d'Obernai - canton de Sélestat - canton de Villé
- arrondissement de Strasbourg-Campagne - 8 cantons, chef-lieu (préfecture) : Strasbourg (*) :
canton de Bischheim - canton de Brumath - canton de Geispolsheim - canton de Hochfelden - canton d'Illkirch-Graffenstaden - canton de Mundolsheim - canton de Schiltigheim - canton de Truchtersheim
- arrondissement de Strasbourg-Ville - 10 cantons, chef-lieu (préfecture) : Strasbourg :
canton de Strasbourg-1 - canton de Strasbourg-2 - canton de Strasbourg-3 - canton de Strasbourg-4 - canton de Strasbourg-5 - canton de Strasbourg-6 - canton de Strasbourg-7 - canton de Strasbourg-8 - canton de Strasbourg-9 - canton de Strasbourg-10
- arrondissement de Wissembourg - 5 cantons, chef-lieu (sous-préfecture) : Wissembourg :
canton de Lauterbourg - canton de Seltz - canton de Soultz-sous-Forêts - canton de Wissembourg - canton de Wœrth

(*) À noter que, par suite de la division de l'ancien arrondissement de Strasbourg, l'actuel arrondissement de Strasbourg-Campagne a pour chef-lieu une commune (Strasbourg) qui n'est rattachée, même partiellement, à aucun des cantons de l'arrondissement.

### Autres cantons antérieurs
- Canton de Bergzabern
- Canton de Billigheim
- Canton de Candel
- Canton de Landau

### Réforme de 2014
Dans la poursuite de la réforme territoriale engagée en 2010, l'Assemblée nationale adopte définitivement le 17 avril 2013 la réforme du mode de scrutin pour les élections départementales destinée à garantir la parité hommes/femmes. Les lois (loi organique 2013-402 et loi 2013-403) sont promulguées le 17 mai 2013. Un nouveau découpage territorial est défini par décret du 18 février 2014 pour le département du Bas-Rhin. Celui-ci entre en vigueur lors du premier renouvellement général des assemblées départementales suivant la publication du décret, soit en mars 2015. Les conseillers départementaux sont élus au scrutin majoritaire binominal mixte. Les électeurs de chaque canton éliront au Conseil départemental, nouvelle appellation des Conseils généraux, deux membres de sexe différent, qui se présenteront en binôme de candidats. Les conseillers départementaux seront élus pour 6 ans au scrutin binominal majoritaire à deux tours, l'accès au second tour nécessitant 10 % des inscrits au 1er tour. En outre la totalité des conseillers départementaux est renouvelée.
Ce nouveau mode de scrutin nécessite un redécoupage des cantons dont le nombre est divisé par deux avec arrondi à l'unité impaire supérieure si ce nombre n'est pas entier impair et avec des conditions de seuils minimaux. Dans le Bas-Rhin le nombre de cantons passe ainsi de 44 à 23.
Les critères du remodelage cantonal sont les suivants : le territoire de chaque canton doit être défini sur des bases essentiellement démographiques, le territoire de chaque canton doit être continu et les communes de moins de 3 500 habitants sont entièrement comprises dans le même canton. Il n’est fait référence, ni aux limites des arrondissements, ni à celles des circonscriptions législatives.
Conformément à de multiples décisions du Conseil constitutionnel depuis 1985 et notamment sa décision no 2010-618 DC du 9 décembre 2010, il est admis que le principe d’égalité des électeurs au regard des critères démographiques est respecté lorsque le ratio conseiller/habitant de la circonscription est compris dans une fourchette de 20 % de part et d'autre du ratio moyen conseiller/habitant du département. Pour le département du Bas-Rhin, la population de référence est la population légale en vigueur au 1er janvier 2013, à savoir la population millésimée 2010, soit 1 095 905 habitants. Avec 23 cantons la population moyenne par conseiller départemental est de 47 648 habitants. Ainsi la population de chaque nouveau canton doit-elle être comprise entre 38 118 habitants et 57 178 habitants pour respecter le principe de l'égalité citoyenne au vu des critères démographiques.

## Composition

### Composition détaillée
| N° | Nom du Canton          | Bureau centralisateur  | Population 2022 | Écart /moyenne | Nombre de communes entières | Communes composant le canton |
| -- | ---------------------- | ---------------------- | --------------- | -------------- | --------------------------- | --- |
| 1  | Bischwiller            | Bischwiller            | 52 652          | 1,05           | 21                          | Bischwiller, Dalhunden, Drusenheim, Forstfeld, Fort-Louis, Herrlisheim, Kaltenhouse, Kauffenheim, Leutenheim, Neuhaeusel, Oberhoffen-sur-Moder, Offendorf, Rœschwoog, Rohrwiller, Roppenheim, Rountzenheim-Auenheim, Schirrhein, Schirrhoffen, Sessenheim, Soufflenheim, Stattmatten. |
| 2  | Bouxwiller             | Bouxwiller             | 50 783          | 1,01           | 52 + 1 fraction             | 1° Les communes suivantes : Alteckendorf, Berstett, Bosselshausen, Bossendorf, Bouxwiller, Buswiller, Dingsheim, Dossenheim-Kochersberg, Duntzenheim, Durningen, Ettendorf, Fessenheim-le-Bas, Furdenheim, Geiswiller-Zœbersdorf, Gougenheim, Grassendorf, Griesheim-sur-Souffel, Handschuheim, Hochfelden, Hohfrankenheim, Hurtigheim, Ingenheim, Issenhausen, Ittenheim, Kienheim, Kirrwiller, Kuttolsheim, Lixhausen, Melsheim, Minversheim, Mutzenhouse, Neugartheim-Ittlenheim, Obermodern-Zutzendorf, Obersoultzbach, Pfulgriesheim, Quatzenheim, Ringendorf, Rohr, Schalkendorf, Scherlenheim, Schnersheim, Schwindratzheim, Stutzheim-Offenheim, Truchtersheim, Uttwiller, Waltenheim-sur-Zorn, Wickersheim-Wilshausen, Willgottheim, Wilwisheim, Wingersheim les Quatre Bans, Wintzenheim-Kochersberg, Wiwersheim. 2° La partie de Val de Moder correspondant à la commune déléguée de Ringeldorf.                   |
| 3  | Brumath                | Brumath                | 55 405          | 1,10           | 22                          | Bernolsheim, Bietlenheim, Bilwisheim, Brumath, Donnenheim, Eckwersheim, Gambsheim, Geudertheim, Gries, Hœrdt, Kilstett, Krautwiller, Kriegsheim, Kurtzenhouse, Mittelschaeffolsheim, Mommenheim, Olwisheim, Rottelsheim, Vendenheim, La Wantzenau, Weitbruch, Weyersheim. |
| 4  | Erstein                | Erstein                | 49 088          | 0,98           | 28                          | Benfeld, Bolsenheim, Boofzheim, Daubensand, Diebolsheim, Erstein, Friesenheim, Gerstheim, Herbsheim, Hindisheim, Hipsheim, Huttenheim, Ichtratzheim, Kertzfeld, Kogenheim, Limersheim, Matzenheim, Nordhouse, Obenheim, Osthouse, Rhinau, Rossfeld, Sand, Schaeffersheim, Sermersheim, Uttenheim, Westhouse, Witternheim. |
| 5  | Haguenau               | Haguenau               | 51 211          | 1,02           | 14                          | Batzendorf, Berstheim, Dauendorf, Haguenau, Hochstett, Huttendorf, Morschwiller, Niederschaeffolsheim, Ohlungen, Schweighouse-sur-Moder, Uhlwiller, Wahlenheim, Wintershouse, Wittersheim. |
| 6  | Hœnheim                | Hœnheim                | 53 712          | 1,07           | 10                          | Eckbolsheim, Hœnheim, Lampertheim, Mittelhausbergen, Mundolsheim, Niederhausbergen, Oberhausbergen, Reichstett, Souffelweyersheim, Wolfisheim. |
| 7  | Illkirch-Graffenstaden | Illkirch-Graffenstaden | 51 149          | 1,02           | 4                           | Eschau, Illkirch-Graffenstaden, Ostwald, Plobsheim. |
| 8  | Ingwiller              | Ingwiller              | 42 935          | 0,85           | 75                          | Adamswiller, Altwiller, Asswiller, Baerendorf, Berg, Bettwiller, Bischholtz, Bissert, Burbach, Bust, Butten, Dehlingen, Diedendorf, Diemeringen, Domfessel, Dossenheim-sur-Zinsel, Drulingen, Durstel, Erckartswiller, Eschbourg, Eschwiller, Eywiller, Frohmuhl, Gœrlingen, Gungwiller, Harskirchen, Herbitzheim, Hinsbourg, Hinsingen, Hirschland, Ingwiller, Keskastel, Kirrberg, Lichtenberg, Lohr, Lorentzen, Mackwiller, Menchhoffen, Mulhausen, Neuwiller-lès-Saverne, Niedersoultzbach, Oermingen, Ottwiller, Petersbach, La Petite-Pierre, Pfalzweyer, Puberg, Ratzwiller, Rauwiller, Reipertswiller, Rexingen, Rimsdorf, Rosteig, Sarre-Union, Sarrewerden, Schillersdorf, Schœnbourg, Schopperten, Siewiller, Siltzheim, Sparsbach, Struth, Thal-Drulingen, Tieffenbach, Vœllerdingen, Volksberg, Waldhambach, Weinbourg, Weislingen, Weiterswiller, Weyer, Wimmenau, Wingen-sur-Moder, Wolfskirchen, Zittersheim. |
| 9  | Lingolsheim            | Lingolsheim            | 54 833          | 1,09           | 13                          | Achenheim, Blaesheim, Breuschwickersheim, Entzheim, Fegersheim, Geispolsheim, Hangenbieten, Holtzheim, Kolbsheim, Lingolsheim, Lipsheim, Oberschaeffolsheim, Osthoffen. |
| 10 | Molsheim               | Molsheim               | 56 690          | 1,13           | 31                          | Altorf, Avolsheim, Bergbieten, Bischoffsheim, Bœrsch, Dachstein, Dahlenheim, Dangolsheim, Dorlisheim, Duppigheim, Duttlenheim, Ergersheim, Ernolsheim-Bruche, Flexbourg, Grendelbruch, Griesheim-près-Molsheim, Innenheim, Kirchheim, Marlenheim, Mollkirch, Molsheim, Nordheim, Odratzheim, Ottrott, Rosenwiller, Rosheim, Saint-Nabor, Scharrachbergheim-Irmstett, Soultz-les-Bains, Wangen, Wolxheim. |
| 11 | Mutzig                 | Mutzig                 | 46 171          | 0,92           | 51                          | Albé, Barembach, Bassemberg, Bellefosse, Belmont, Blancherupt, Bourg-Bruche, Breitenau, Breitenbach, La Broque, Colroy-la-Roche, Dieffenbach-au-Val, Dinsheim-sur-Bruche, Fouchy, Fouday, Grandfontaine, Gresswiller, Heiligenberg, Lalaye, Lutzelhouse, Maisonsgoutte, Muhlbach-sur-Bruche, Mutzig, Natzwiller, Neubois, Neuve-Église, Neuviller-la-Roche, Niederhaslach, Oberhaslach, Plaine, Ranrupt, Rothau, Russ, Saales, Saint-Blaise-la-Roche, Saint-Martin, Saint-Maurice, Saint-Pierre-Bois, Saulxures, Schirmeck, Solbach, Steige, Still, Thanvillé, Triembach-au-Val, Urbeis, Urmatt, Villé, Waldersbach, Wildersbach, Wisches. |
| 12 | Obernai                | Obernai                | 42 194          | 0,84           | 25                          | Andlau, Barr, Bernardswiller, Bernardvillé, Blienschwiller, Bourgheim, Dambach-la-Ville, Eichhoffen, Epfig, Gertwiller, Goxwiller, Heiligenstein, Le Hohwald, Itterswiller, Krautergersheim, Meistratzheim, Mittelbergheim, Niedernai, Nothalten, Obernai, Reichsfeld, Saint-Pierre, Stotzheim, Valff, Zellwiller. |
| 13 | Reichshoffen           | Reichshoffen           | 48 673          | 0,97           | 42 + 1 fraction             | 1° Les communes suivantes : Biblisheim, Bitschhoffen, Dambach, Dieffenbach-lès-Wœrth, Durrenbach, Engwiller, Eschbach, Forstheim, Frœschwiller, Gœrsdorf, Gumbrechtshoffen, Gundershoffen, Gunstett, Hegeney, Kindwiller, Kutzenhausen, Lampertsloch, Langensoultzbach, Laubach, Lembach, Lobsann, Merkwiller-Pechelbronn, Mertzwiller, Mietesheim, Morsbronn-les-Bains, Niederbronn-les-Bains, Niedermodern, Niedersteinbach, Oberbronn, Oberdorf-Spachbach, Obersteinbach, Offwiller, Preuschdorf, Reichshoffen, Rothbach, Uhrwiller, Uttenhoffen, Walbourg, Windstein, Wingen, Wœrth, Zinswiller. 2° La partie de Val de Moder non incluse dans le canton de Bouxviller. |
| 14 | Saverne                | Saverne                | 49 492          | 0,98           | 49                          | Altenheim, Balbronn, Cosswiller, Crastatt, Dettwiller, Dimbsthal, Eckartswiller, Ernolsheim-lès-Saverne, Friedolsheim, Furchhausen, Gottenhouse, Gottesheim, Haegen, Hattmatt, Hengwiller, Hohengœft, Jetterswiller, Kleingœft, Knœrsheim, Landersheim, Littenheim, Lochwiller, Lupstein, Maennolsheim, Marmoutier, Monswiller, Ottersthal, Otterswiller, Printzheim, Rangen, Reinhardsmunster, Reutenbourg, Romanswiller, Saessolsheim, Saint-Jean-Saverne, Saverne, Schwenheim, Sommerau, Steinbourg, Thal-Marmoutier, Traenheim, Waldolwisheim, Wangenbourg-Engenthal, Wasselonne, Westhoffen, Westhouse-Marmoutier, Wolschheim, Zehnacker, Zeinheim. |
| 15 | Schiltigheim           | Schiltigheim           | 52 671          | 1,05           | 2                           | Bischheim, Schiltigheim. |
| 16 | Sélestat               | Sélestat               | 57 273          | 1,14           | 29                          | Artolsheim, Baldenheim, Bindernheim, Bœsenbiesen, Bootzheim, Châtenois, Dieffenthal, Ebersheim, Ebersmunster, Elsenheim, Heidolsheim, Hessenheim, Hilsenheim, Kintzheim, Mackenheim, Marckolsheim, Mussig, Muttersholtz, Ohnenheim, Orschwiller, Richtolsheim, Saasenheim, Scherwiller, Schœnau, Schwobsheim, Sélestat, Sundhouse, La Vancelle, Wittisheim. |
| 17 | Strasbourg-1           | Strasbourg             | 49 326          | 0,98           | fraction Strasbourg         | Partie de la commune de Strasbourg située à l'intérieur d'un périmètre défini par l'axe des voies et limites suivantes : rue de la Plaine-des-Bouchers, rue Averroès, pont du Heyritz, quai Louis-Pasteur, quai Mathiss, pont des Frères-Matthis, cours de l'Ill, quai Turckheim, quai Desaix, quai de Paris, quai Kellermann, quai Schœpflin, quai Lezay-Marnesia, quai Saint-Etienne, rue de la Pierre-Large, pont Saint-Guillaume, quai des Pêcheurs, rue Ernest-Munch, rue de la Krutenau, rue de Zürich, rue de l'Hôpital-Militaire, rue de Lausanne, quai du Général-Koenig, route de Vienne, canal du Rhône au Rhin, pont Winston-Churchill, rue Edmond-Michelet, rue de Landsberg, avenue Jean-Jaurès, rue de Ribeauvillé, rue de Kaysersberg, rue de la Ziegelau, route du Polygone, rue du Lazaret, rue de la Charité, rue des Vanneaux, voie de chemin de fer.                                                     |
| 18 | Strasbourg-2           | Strasbourg             | 44 894          | 0,89           | fraction Strasbourg         | Partie de la commune de Strasbourg située au sud d'une ligne définie par l'axe des voies et limites suivantes : depuis la limite territoriale de la commune d'Illkirch-Graffenstaden, canal du Rhône au Rhin, pont du Heyritz, quai Louis-Pasteur, quai Mathiss, pont des Frères-Matthis, cours de l'Ill, quai Turckheim, quai Desaix, quai de Paris, pont de Paris, rue de Sébastopol, place des Halles, rue des Halles, boulevard du Président-Wilson, rue Georges-Wodli, rue de Sarrelouis, petite rue des Magasins, rue de Sarrebourg, voie de chemin de fer, canal de dérivation, rue de Koenigshoffen, route des Romains, allée des Comtes, rue Paul-Verlaine, voie de chemin de fer, chemin du Cuivre, rue de l'Engelbreit, rue Cicéron, rue Virgile. |
| 19 | Strasbourg-3           | Strasbourg             | 51 373          | 1,02           | fraction Strasbourg         | Partie de la commune de Strasbourg située au nord d'une ligne définie par l'axe des voies et limites suivantes : depuis la limite territoriale de la commune d'Eckbolsheim, rue Virgile, rue Cicéron, rue de l'Engelbreit, chemin du Cuivre, voie de chemin de fer, rue Paul-Verlaine, allée des Comtes, route des Romains, rue de Koenigshoffen, canal de dérivation, voie de chemin de fer. |
| 20 | Strasbourg-4           | Strasbourg             | 44 153          | 0,88           | fraction Strasbourg         | Partie de la commune de Strasbourg située à l'est d'une ligne définie par l'axe des voies et limites suivantes : depuis la frontière franco-allemande, canal de la Marne au Rhin, cours de l'Ill, pont Saint-Guillaume, rue de la Pierre-Large, quai Saint-Etienne, quai Lezay-Marnesia, quai Schœpflin, quai Kellermann, pont de Paris, rue de Sébastopol, place des Halles, rue des Halles, boulevard du Président-Wilson, rue Georges-Wodli, rue de Sarrelouis, petite rue des Magasins, rue de Sarrebourg, voie de chemin de fer, jusqu'à la limite territoriale de la commune de Schiltigheim. |
| 21 | Strasbourg-5           | Strasbourg             | 40 146          | 0,80           | fraction Strasbourg         | Partie de la commune de Strasbourg située à l'est d'une ligne définie par l'axe des voies et limites suivantes : depuis la frontière franco-allemande, canal de la Marne-au-Rhin, cours de l'Ill, pont Saint-Guillaume, quai des Pêcheurs, rue Ernest-Munch, rue de la Krutenau, rue de Zürich, rue de l'Hôpital-Militaire, rue de Lausanne, quai du Général-Koenig, route de Vienne, canal du Rhône-au-Rhin, bassin Dusuzeau, bassin Vauban, pont ferroviaire, voie de chemin de fer, rue du Havre, rue du Rhin-Napoléon, canal du Rhône-au-Rhin, canal d'Alsace, cours du Rhin, ligne de haute tension jusqu'à la frontière franco-allemande. |
| 22 | Strasbourg-6           | Strasbourg             | 61 817          | 1,23           | fraction Strasbourg         | Partie de la commune de Strasbourg non incluse dans les cantons de Strasbourg-1, Strasbourg-2, Strasbourg-3, Strasbourg-4 et Strasbourg-5. |
| 23 | Wissembourg            | Wissembourg            | 50 322          | 1,00           | 44                          | Aschbach, Beinheim, Betschdorf, Buhl, Cleebourg, Climbach, Crœttwiller, Drachenbronn-Birlenbach, Eberbach-Seltz, Hatten, Hoffen, Hunspach, Ingolsheim, Keffenach, Kesseldorf, Lauterbourg, Memmelshoffen, Mothern, Munchhausen, Neewiller-près-Lauterbourg, Niederlauterbach, Niederrœdern, Oberhoffen-lès-Wissembourg, Oberlauterbach, Oberrœdern, Retschwiller, Riedseltz, Rittershoffen, Rott, Salmbach, Schaffhouse-près-Seltz, Scheibenhard, Schleithal, Schœnenbourg, Seebach, Seltz, Siegen, Soultz-sous-Forêts, Steinseltz, Stundwiller, Surbourg, Trimbach, Wintzenbach, Wissembourg. |
|    |                        |                        | 1 156 963       |                | 514                         | |

### Répartition par arrondissement
Contrairement à l'ancien découpage où chaque canton était inclus à l'intérieur d'un seul arrondissement, le nouveau découpage territorial s'affranchit des limites des arrondissements. Certains cantons peuvent être composés de communes appartenant à des arrondissements différents. Dans le département du Bas-Rhin, c'est le cas de quatre cantons (Brumath, Molsheim, Mutzig et Saverne).
Le tableau suivant présente la répartition par arrondissement :
| N° | Canton                 | Haguenau-Wissembourg | Molsheim | Saverne | Sélestat-Erstein | Strasbourg          | Total               |
| -- | ---------------------- | -------------------- | -------- | ------- | ---------------- | ------------------- | ------------------- |
| 1  | Bischwiller            | 21                   |          |         |                  |                     | 21                  |
| 2  | Bouxwiller             |                      |          | 52      |                  |                     | 52                  |
| 3  | Brumath                | 19                   |          |         |                  | 3                   | 22                  |
| 4  | Erstein                |                      |          |         | 28               |                     | 28                  |
| 5  | Haguenau               | 14                   |          |         |                  |                     | 14                  |
| 6  | Hœnheim                |                      |          |         |                  | 10                  | 10                  |
| 7  | Illkirch-Graffenstaden |                      |          |         |                  | 4                   | 4                   |
| 8  | Ingwiller              |                      |          | 75      |                  |                     | 75                  |
| 9  | Lingolsheim            |                      |          |         |                  | 13                  | 13                  |
| 10 | Molsheim               |                      | 30       |         | 1                |                     | 31                  |
| 11 | Mutzig                 |                      | 33       |         | 18               |                     | 51                  |
| 12 | Obernai                |                      |          |         | 25               |                     | 25                  |
| 13 | Reichshoffen           | 43                   |          |         |                  |                     | 43                  |
| 14 | Saverne                |                      | 14       | 35      |                  |                     | 49                  |
| 15 | Schiltigheim           |                      |          |         |                  | 2                   | 2                   |
| 16 | Sélestat               |                      |          |         | 29               |                     | 29                  |
| 17 | Strasbourg-1           |                      |          |         |                  | fraction Strasbourg | fraction Strasbourg |
| 18 | Strasbourg-2           |                      |          |         |                  | fraction Strasbourg | fraction Strasbourg |
| 19 | Strasbourg-3           |                      |          |         |                  | fraction Strasbourg | fraction Strasbourg |
| 20 | Strasbourg-4           |                      |          |         |                  | fraction Strasbourg | fraction Strasbourg |
| 21 | Strasbourg-5           |                      |          |         |                  | fraction Strasbourg | fraction Strasbourg |
| 22 | Strasbourg-6           |                      |          |         |                  | fraction Strasbourg | fraction Strasbourg |
| 23 | Wissembourg            | 44                   |          |         |                  |                     | 44                  |
|    |                        | 141                  | 77       | 162     | 101              | 33                  | 514                 |